# Marcella Albani
Marcella Albani, född 7 december 1899 i Rom, Kungariket Italien, död 11 maj 1959 i Wiesbaden, Västtyskland, var en italiensk skådespelare. 
Albani började agera i italiensk film 1919, och blev på 1920-talet stumfilmsstjärna i Tyskland. Hon medverkade även i fransk, tjeckoslovakisk och österrikisk film. Hennes sista filmroll var i Luis Trenkers Kejsaren av Kalifornien 1936.